# Огинский, Игнацы
Игнацы (Игнатий) Огинский (пол. Ignacy Ogiński; около 1698 — 26 февраля 1775) — государственный деятель, дипломат Речи Посполитой, маршалок великий литовский (1750—1768), каштелян виленский, обозный великий литовский (1729—1744), маршалок Трибунала Великого княжества Литовского (1732), маршалок надворный литовский (1744—1750), регент великого князя литовского (1763—1764), староста борисовский и браславский (1728—1738). Активный сторонник реформ в Речи Посполитой.

## Биография
Происходил из старшей линии княжеского рода Огинских, сын Мартиана Михаила Огинского и Терезы Бжостовской.
Избирался послом на Сейм Речи Посполитой в 1729, 1730, 1733, 1736 и 1737 годах.
В период правления Августа III по решению Сената в 1739 году был назначен послом в Санкт-Петербург.
Обязанности посланника Речи Посполитой при дворе императрицы Елизаветы Петровны стал исполнять лишь с 1743 года.
Прилагал дипломатические усилия для решения вопроса об исправлении границ между Войском Запорожским и Речью Посполитой. Призывал вернуть Бирона на Курляндский трон. Однако ничего не добился, поскольку его не поддержал король Август III и его министр Генрих фон Брюль, желавшие любой ценой избежать трений с Россией.
Был сторонником Чарторыйских, в политической деятельности ориентировался на Российскую империю. Учитывая это, Екатерина II впоследствии сохранила за ним право владения имениями в восточной Белоруссии.
Был гонителем православия в принадлежащих ему белорусских городах и сёлах. Запрещал крестить младенцев в «церкви схизматицкой» (православной), а священнику церкви в городе Борисове, заготовившему лес для ремонта храма, запрещал не только починку, но и грозил «из онаго леса виселицу» сделать.
Женился на троюродной сестре Елене Огинской (1700—1790), дочери Казимира Доминика Огинского, воеводы виленского и троцкого, которая имела влияние при дворе российской императрицы Анны Ивановны.
Потомства не оставил.
В 1736 году Игнаций Огинский был награждён Орденом Белого Орла.